# Crithagra burtoni
Crithagra burtoni е вид птица от семейство Чинкови (Fringillidae).

## Разпространение
Видът е разпространен в Ангола, Бурунди, Екваториална Гвинея, Камерун, Демократична република Конго, Кения, Нигерия, Руанда, Танзания и Уганда.